# Erich Zehren
Erich Zehren (* 12. März 1923; † 31. Dezember 2013 in Eft-Hellendorf) war ein deutscher Autor, der sich vor allem mit archäologischen Themen befasste.

## Veröffentlichungen
- Das Testament der Sterne. Herbig, Berlin-Grunewald 1957
- Der gehenkte Gott. Zur Archäologie der Kultur . Herbig, Berlin-Grunewald 1959
- Die biblischen Hügel. Zur Geschichte der Archäologie. Herbig, Berlin-Grunewald 1961; Dt. Buch-Gesellschaft, Berlin, Darmstadt, Wien 1963
  - Überarbeitete und gekürzte Ausgabe: Scherben, Schriften und Geschichte. Lübbe, Bergisch Gladbach 1980, ISBN 3-404-64042-X; Ullstein, Frankfurt/Main, Berlin 1989, ISBN 3-548-34599-9